# Time Takes Time
《Time Takes Time》은 링고 스타의 열 번째 스튜디오 음반이다. 1983년 《Old Wave》 이후 그의 첫 번째 스튜디오 음반으로, 1989~90년 첫 올스타 밴드와 함께 성공적인 월드 투어를 이어갔다. 1992년에 발매된 《Time Takes Time》은 비평가들의 찬사를 받은 컴백 음반으로 브라이언 윌슨, 해리 닐슨, 일렉트릭 라이트 오케스트라의 프론트맨 제프 린 등 여러 유명 인사들이 게스트로 참여했다.

## 배경
1987년 2월, 스타는 4년 만에 처음으로 새 정규 음반 작업을 시작했다. 세션은 테네시주 멤피스에 있는 3개의 알람 스튜디오에서 프로듀서 칩스 모먼과 함께 시작되었다. 이 세션은 며칠 동안 지속되었다가 4월에 중단되었고 , 3개의 알람 스튜디오와 선 스튜디오에서 녹음이 재개되었다. 8월에는 런던의 메이페어 레코딩 스튜디오에서 녹음을 위해 한 달간의 녹음 세션이 계획되었다가 녹음이 시작되기 직전에 중단되었다. 이 세션은 엘튼 존의 매니저인 존 리드가 담당했으며 존이 참여할 예정이었다. 1989년 7월 올스타 밴드와 함께 투어를 하던 중 스타는 모먼이 멤피스 세션을 음반으로 발매하려고 한다는 소식을 들었고, 스타는 8월에 모먼을 고소했다. 1990년 1월 초 풀턴 카운티 고등법원은 스타에게 세션 비용을 지불하라는 금지 명령을 내렸다. 1991년 3월 전미 라디오 머천다이저 협회(NARM) 컨벤션에서 스타가 당시 자신에게 관심이 있었던 유일한 레이블로 보였던 프라이빗 뮤직과 음반 계약을 체결했다는 소식이 전해졌다.

## 반응
| 전문가 평가                    | 전문가 평가 |
| 평가 점수                      | 평가 점수   |
| 출처                           | 점수        |
| ------------------------------ | ----------- |
| AllMusic                       | [ 6 ]       |
| Encyclopedia of Popular Music  | [ 7 ]       |
| The Essential Rock Discography | 6/10        |
| MusicHound                     | 2/5         |
| Q                              | [ 10 ]      |
| Rolling Stone                  | [ 11 ]      |

이 음반은 발매와 동시에 엇갈린 평가를 받았지만, 한 비평가는 《Time Takes Time》을 1973년 《Ringo》 이후 스타의 최고 음반으로 꼽았다. 《롤링 스톤》은 "1973년 《Ringo》 이후 드러머가 가장 일관성 있고 널리 깨어 있는 음반"이라고 썼다. 이 음반은 영국이나 미국에서 차트에 오르지 못했다. 리드 싱글 〈Weight of the World〉는 영국 차트에서 74위에 올랐다.

## 곡 목록
| #   | 제목                                 | 작사·작곡                           | 재생 시간 |
| --- | ------------------------------------ | ----------------------------------- | --------- |
| 1.  | 〈Weight of the World〉              | 브라이언 오도허티, 프레드 벨레즈    | 3:54      |
| 2.  | 〈Don't Know a Thing About Love〉    | 리처드 펠드먼, 스탠 린치            | 3:49      |
| 3.  | 〈Don't Go Where the Road Don't Go〉 | 링고 스타, 조니 워먼, 게리 그레인저 | 3:20      |
| 4.  | 〈Golden Blunders〉                  | 존 오어, 케네스 스트링펠로우        | 4:06      |
| 5.  | 〈All in the Name of Love〉          | 제리 린 윌리엄스                    | 3:42      |
| 6.  | 〈After All These Years〉            | 스타, 워먼                          | 3:10      |
| 7.  | 〈I Don't Believe You〉              | 앤디 스터머, 로저 조셉 매닝 주니어  | 2:48      |
| 8.  | 〈Runaways〉                         | 스타, 워먼                          | 4:51      |
| 9.  | 〈In a Heartbeat〉                   | 다이앤 워런                         | 4:29      |
| 10. | 〈What Goes Around〉                 | 릭 서초우                           | 5:50      |